# AMOS 4
O AMOS 4 é um satélite de comunicação geoestacionário israelense construído pela Israel Aerospace Industries (IaI), ele está localizado na posição orbital de 65 graus de longitude leste e é operado pela Spacecom. O satélite foi baseado na plataforma AMOS-HP Bus e sua vida útil estimada é de 12 anos.

## Lançamento
O satélite foi lançado com sucesso ao espaço no dia 31 de agosto de 2013, ás 20:05 UTC, abordo de um foguete Zenit-3SLB a partir do Cosmódromo de Baikonur, no Cazaquistão. Ele tinha uma massa de lançamento de 4.250 kg.

## Capacidade e cobertura
O AMOS 4 é equipado com 8 transponders em banda Ku e 4 de banda Ka para prestar serviços de telecomunicação para a Ásia, Rússia, Oriente Médio e Europa.